# Peter Luisi
Pour les articles homonymes, voir Luisi.
Peter Luisi, né en 1975 à Zurich, est un scénariste, producteur et réalisateur américano-suisse.

## Biographie
Dans les années 1990, Peter Luisi étudie à l’Université de Wilmington en même temps qu'à l’Institut de production de film et vidéo de Caroline du Nord avant de suivre les cours à l’Université de Californie à Santa Cruz.
En 2000, Luisi monte une entreprise de production, la Spotlight Media Productions, à Zurich.
En 2014, son film intitulé Schweizer Helden remporte le Prix du public UBS au Festival international du film de Locarno.

## Filmographie

### Réalisateur
- 2004 : Verflixt verliebt
- 2006 : Love Made Easy
- 2010 : Die Praktikantin
- 2011 : Le Marchand de sable (Der Sandmann)
- 2012 : Boys Are US
- 2014 : Schweizer Helden
- 2017 : Flitzer
- 2024 : Ciao-ciao bourbine

### Scénariste
- 2006 : Vitus